# Granica polsko-rosyjska
Granica polsko-rosyjska – granica między Rzeczpospolitą Polską a Federacją Rosyjską (dokładniej jej obwodem królewieckim), wyodrębniana od momentu rozwiązania Związku Socjalistycznych Republik Radzieckich, tj. od 26 grudnia 1991 roku.
Z obwodem królewieckim Federacji Rosyjskiej graniczą polskie województwa: warmińsko-mazurskie i pomorskie, a także w jednym miejscu podlaskie.

## Kształtowanie się granicy
Do 1991 roku obecna polska granica z Rosją stanowiła część granicy z ZSRR i miała identyczny przebieg. Granica polsko-rosyjska jest zarazem zewnętrzną granicą Unii Europejskiej.
Granica powstała na skutek odebrania Niemcom terenów na wschód od Odry i Nysy Łużyckiej i podziału Prus Wschodnich między PRL i ZSRR, jednak pierwsze pretensje do ziem Prus Wschodnich Polska zgłosiła w listopadzie 1939 roku, kiedy polski rząd emigracyjny poinformował zachodnich sojuszników o swoich roszczeniach terytorialnych względem Niemiec.
Natomiast roszczenia radzieckie do Prus Wschodnich ewoluowały w czasie. W 1941 roku Józef Stalin oficjalnie zażądał dla ZSRR Tylży i północnych skrawków Prus, a podczas konferencji teherańskiej zgłosił także roszczenia do portowego miasta Królewiec i pasa ziem nadmorskich, a przebieg granicy miał umożliwić kolejową łączność Królewca z Rygą. Polski rząd emigracyjny ostatecznie pod koniec 1944 roku zaakceptował te plany, skupiając się głównie na zabieganiu o korzystniejsze wytyczenie granicy wschodniej. Tymczasem polski rząd lubelski zgodził się na granicę przebiegającą na północ od Gołdapi, a podczas konferencji jałtańskiej mocarstwa ustaliły jedynie, że granica przebiegnie na południe od Królewca.
W 1945 roku rząd lubelski propagował wśród społeczeństwa hasło o oparciu granic o Odrę, Nysę i Pregołę, a wyzwoleni w Królewcu polscy robotnicy przymusowi utworzyli w kwietniu tego samego roku radę miejską i straż obywatelską. Dwa miesiące później jeden z batalionów 14 dywizji piechoty zdążający do Królewca celem obsadzenia miasta został dopiero na jego przedmieściach zatrzymany przez patrole radzieckie i zawrócony na południe. Polska administracja przejmowała także od radzieckich komendantów zarząd nad poszczególnymi powiatami. Łącznie Polacy kontrolowali wówczas w całości powiaty świętomiejski, iławecki, bartoszycki, gierdawski, darkiejmski i gołdapski.
W czasie konferencji poczdamskiej mocarstwa ustaliły jedynie, że granica przebiegać będzie 30 km na południe od Królewca, a 16 sierpnia 1945 roku została zawarta polsko-radziecka umowa graniczna, a granica została wytyczona na mapie osobiście przez Stalina. Początkowo administracja traktowała tę granicę jako wstępną i przybliżoną, gdyż rozcinała ona w wielu miejscach infrastrukturę i węzły komunikacyjne. Dopiero jesienią 1945 roku Stalin polecił dopasować granicę w terenie do zapisów z umowy. Wówczas zaczęto z północnych części Prus wysiedlać polskich osadników oraz administrację. W czasie „prostowania” granicy wielokrotnie przecinano nią infrastrukturę, a władze radzieckie w większości odmawiały dostosowania granicy do przebiegu dróg czy linii kolejowych. Prace komisji delimitacyjnej trwały dziesięć lat, do 5 marca 1957 roku. Umowa między Polską Rzecząpospolitą Ludową a Związkiem Socjalistycznych Republik Radzieckich o wytyczeniu istniejącej polsko-radzieckiej granicy państwowej w części przylegającej do Morza Bałtyckiego podpisana w Moskwie dnia 5 marca 1957 r. obowiązuje do dziś.
- Polsce przypadła południowa 1/3 powiatu świętomiejskiego z tzw. Ziem Odzyskanych z m.in. miejscowościami Grzechotki, Lelkowo, Stara Pasłęka i Żelazna Góra. Siedziba powiatu – Świętomiejsce (lub Święta Siekierka, obecnie Mamonowo) – znalazła się po północnej stronie granicy, w ZSRR. Polską część powiatu świętomiejskiego przyłączono do powiatu braniewskiego w nowo utworzonym woj. olsztyńskim (1946).
- Polsce przypadła południowa połowa powiatu iławeckiego (pruskiego) z tzw. Ziem Odzyskanych. Siedziba powiatu – Iławka (lub Pruska Iława, obecnie Bagrationowsk) – znalazła się po północnej stronie granicy, w ZSRR. Z polskiej części powiatu iławeckiego utworzono mniejszy powiat iławecki z siedzibą w Górowie Iławeckim, który wszedł w skład nowo utworzonego woj. olsztyńskiego (1946).
- Polsce przypadły południowe 2/3 powiatu frydlandzko-bartoszyckiego z tzw. Ziem Odzyskanych z siedzibą powiatu Bartoszycami po południowej, polskiej stronie granicy. Z polskiej części powiatu frydlandzko-bartoszyckiego utworzono powiat bartoszycki, który wszedł w skład nowo utworzonego woj. olsztyńskiego (1946).
- Polsce przypadła południowa 1/4 powiatu gierdawskiego z tzw. Ziem Odzyskanych z m.in. miejscowościami Asuny, Lipica i Skandawa. Siedziba powiatu – Gierdawy (obecnie Żeleznodorożnyj) – znalazła się po północnej stronie granicy, w ZSRR. Polską część powiatu gierdawskiego przyłączono do powiatu kętrzyńskiego w nowo utworzonym woj. olsztyńskim (1946).
- Polsce przypadły dwa południowe skrawki powiatu darkiejmskiego z tzw. Ziem Odzyskanych (oddzielone od siebie wąskim pasmem powiatu węgorzewskiego) z m.in. miejscowościami Rogale, Pietrasze i Żabin. Siedziba powiatu – Darkiejmy (obecnie Oziorsk) – znalazła się po północnej stronie granicy, w ZSRR. Polska część powiatu darkiejmskiego została częściowo zintegrowana z powiatem węgorzewskim w nowo utworzonym woj. olsztyńskim (1946) a częściowo z powiatem gołdapskim, który przyłączono do woj. białostockiego (1946).
- Polsce przypadł niemal cały obszar powiatu węgorzewskiego z tzw. Ziem Odzyskanych; jedynie mały fragment powiatu na wschód od Dąbrówki znalazł się po północnej stronie granicy w ZSRR. Powiat wszedł w skład nowo utworzonego woj. olsztyńskiego (1946).
- Polsce przypadły południowe 2/3 powiatu gołdapskiego z tzw. Ziem Odzyskanych z siedzibą powiatu Gołdapią po południowej, polskiej stronie granicy. Z polskiej części powiatu gołdapskiego utworzono mniejszy powiat gołdapski, który przyłączono do woj. białostockiego (1946).

## Przebieg granicy
Granica lądowa Polski z Rosją zaczyna się od trójstyku (znak graniczny nr 1987) – zbiegu granic trzech państw (Polski, Rosji i Litwy) i dalej na zachód od okolic Wiżajn, przez Puszczę Romincką, równolegle na północ od miejscowości Gołdap, Węgorzewo, Bartoszyce, Braniewo, przecina Zalew Wiślany (znaki graniczne od nr. 2417 do nr. 2436) i kończy się na Mierzei Wiślanej w miejscowości ok. Piaski daw. Nowa Karczma (znak graniczny nr 2439) dochodząc do brzegu Zatoki Gdańskiej.

Galeria
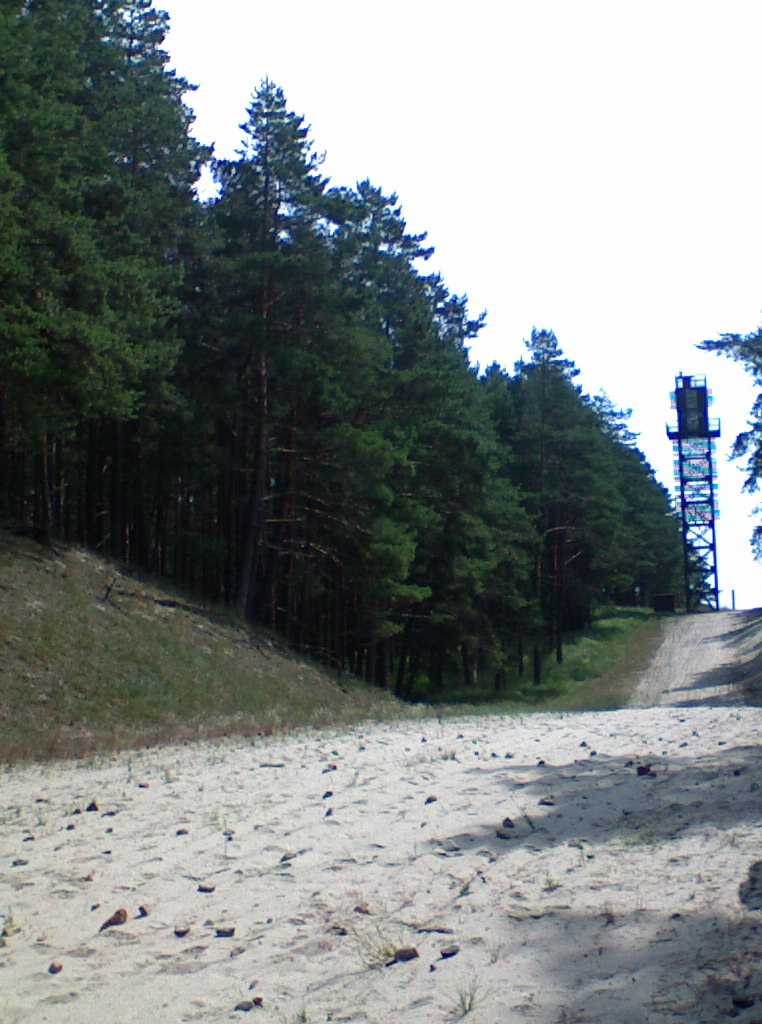
Pas drogi granicznej pomiędzy Polską i Rosją niedaleko Piasków
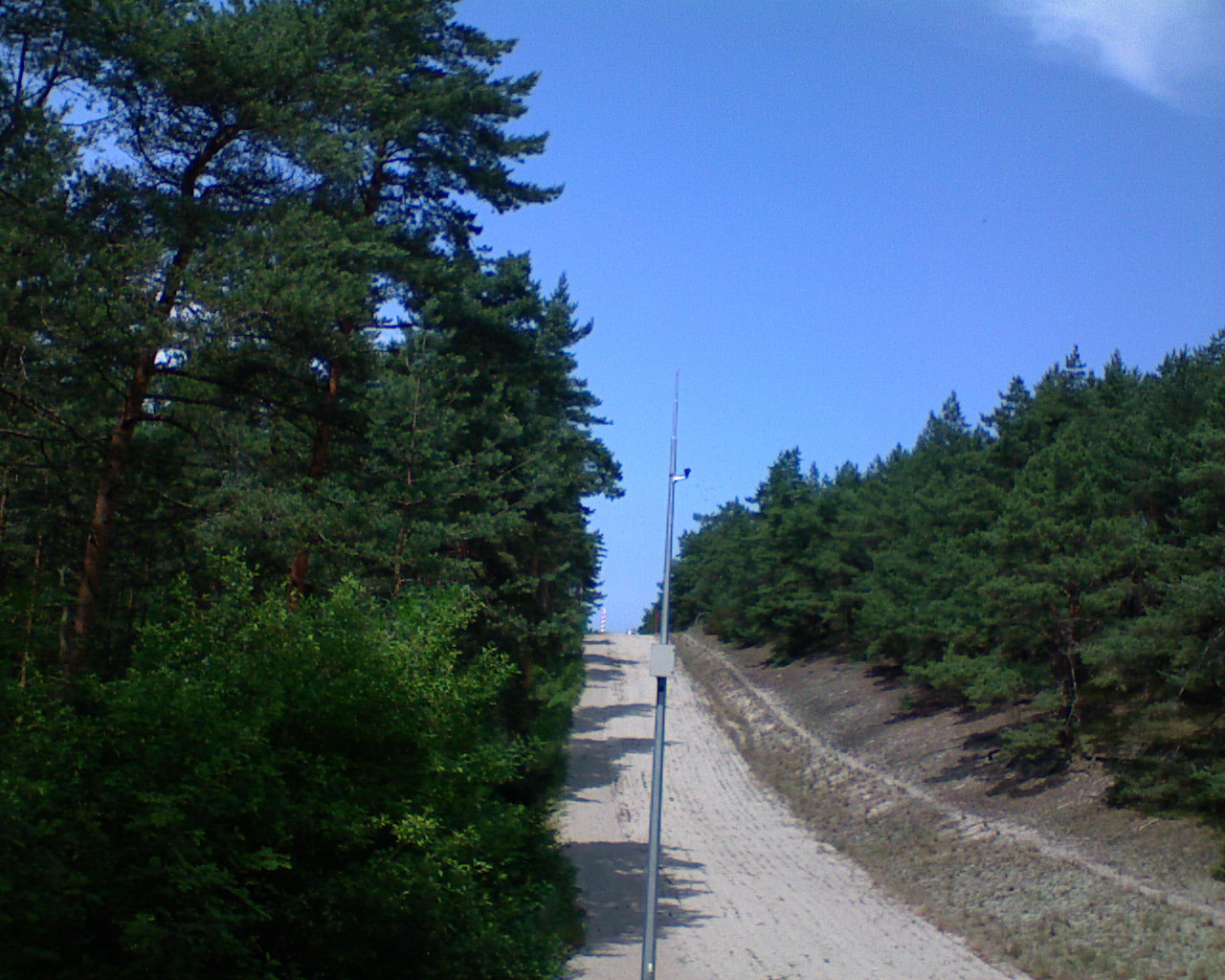
Granica pomiędzy Polską i Rosją, blisko Piasków
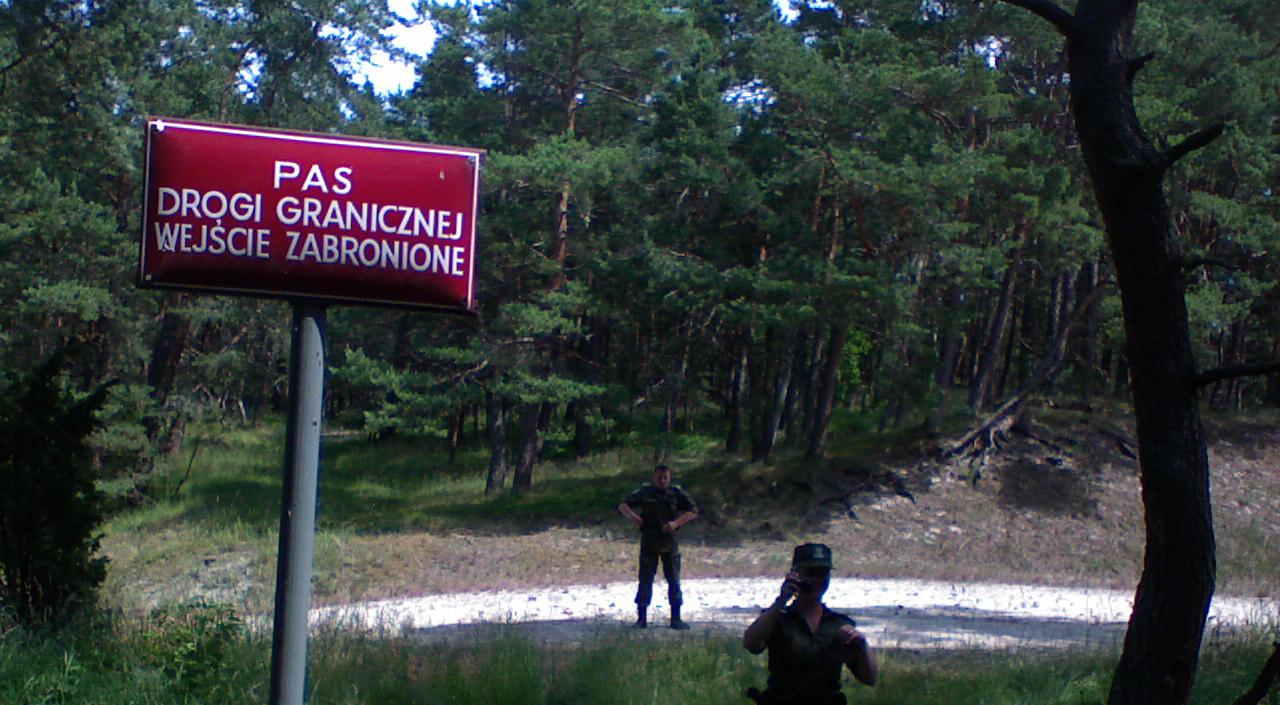
Tablica informująca o pasie drogi granicznej pomiędzy Polską i Rosją, niedaleko Piasków
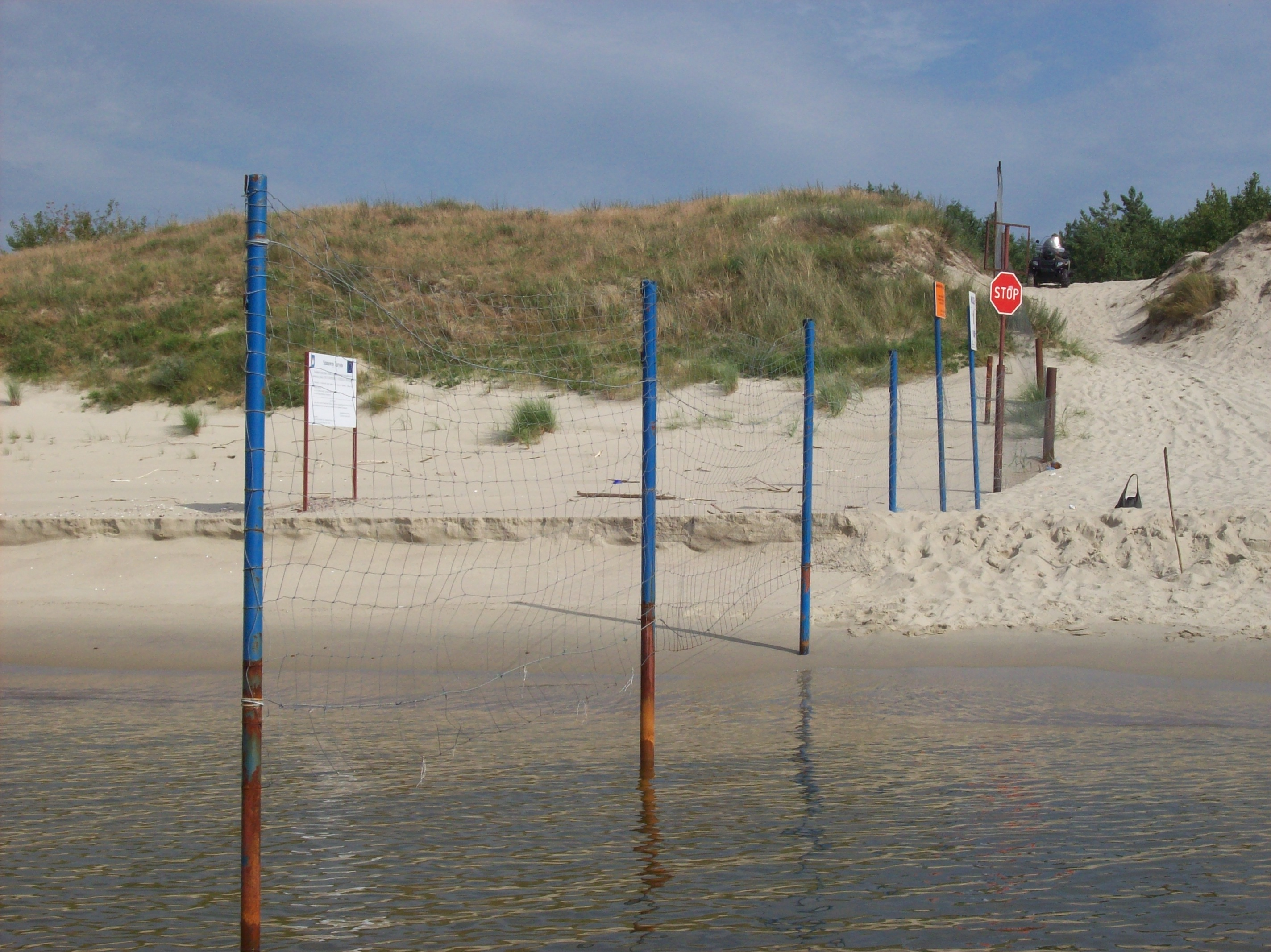
Granica na Mierzei Wiślanej
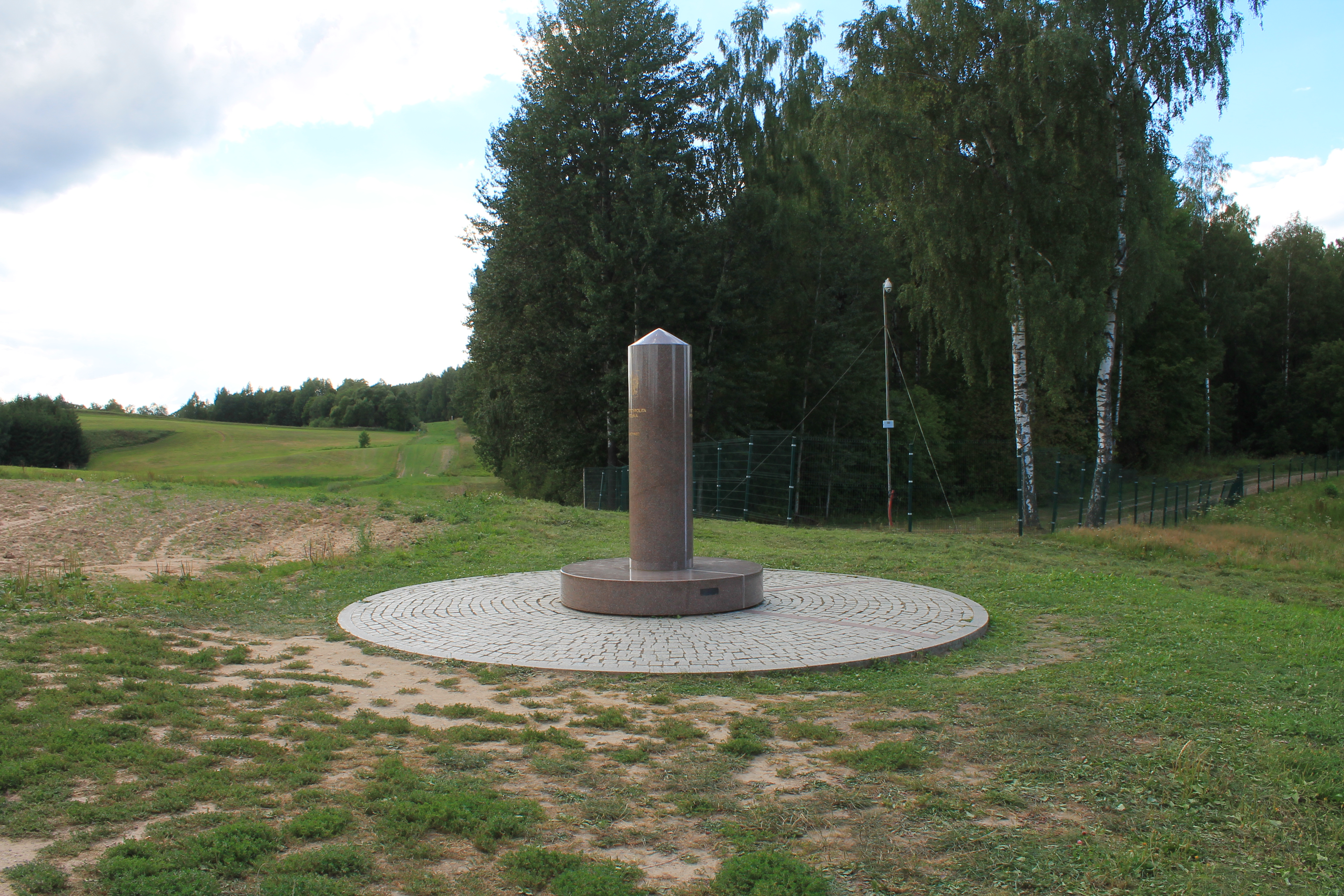
Trójstyk granic Polski, Litwy i Rosji
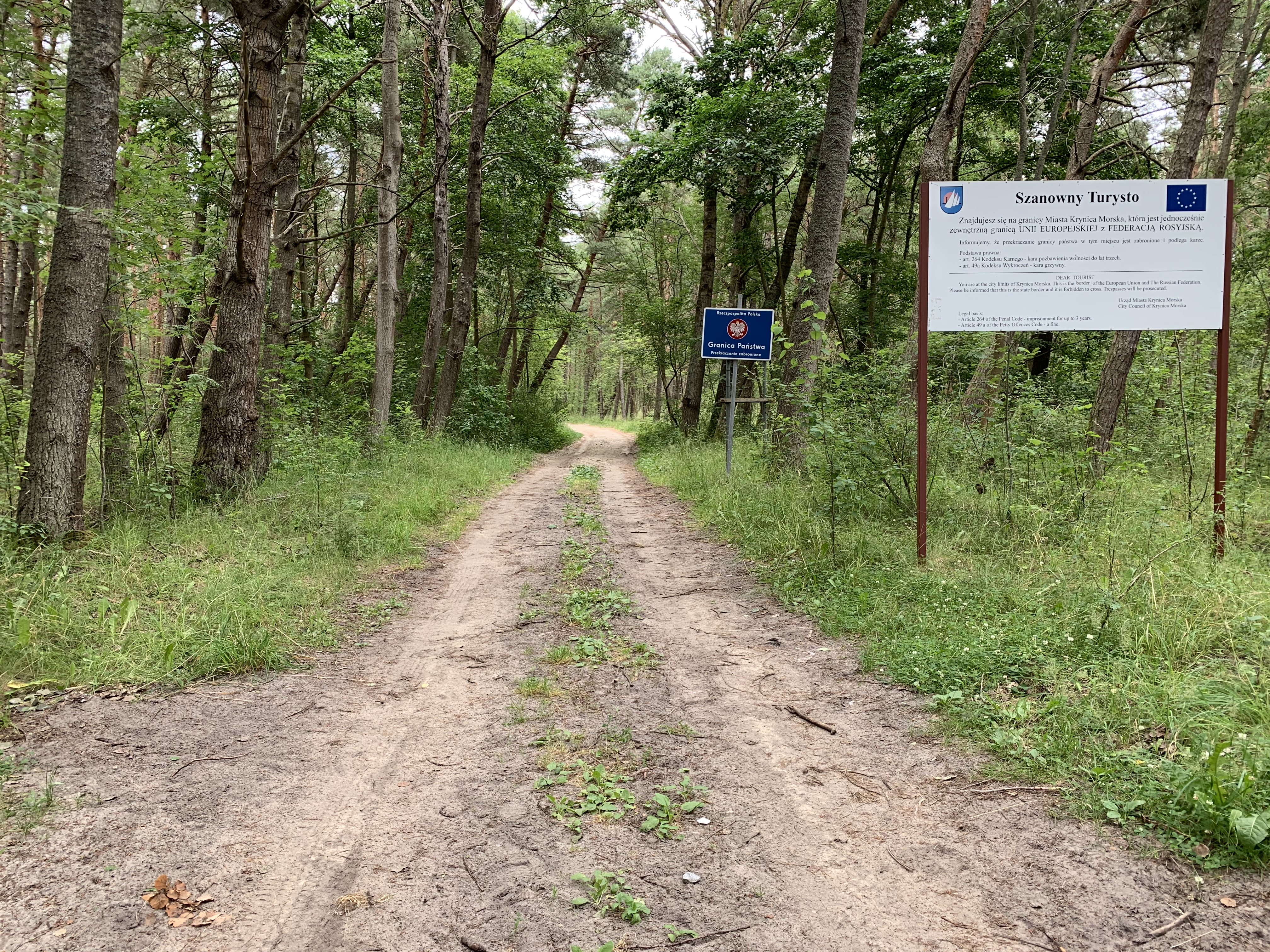
Droga graniczna niedaleko Piasków

## Przejścia graniczne
Na granicy Polski i Rosji znajduje się siedem przejść granicznych – cztery drogowe oraz trzy kolejowe. W 1992 roku oba państwa zawarły umowę, która stwierdza, że do 2015 roku należy powiększyć liczbę przejść granicznych o kolejne cztery.

## Granica Królestwa Polskiego z Imperium Rosyjskim (1815–1916)
Granica polsko-rosyjska została w 1815 roku wytyczona wzdłuż rzeki Bug, którą biegła od trójstyku z Cesarstwem Austrii do okolic Ciechanowca, gdzie skręcała na północny wschód, w stronę Suraża. Tam osiągała linię Narwi, którą biegła do ujścia Biebrzy. Biebrzą, z drobnymi odchyleniami, granica kierowała się w stronę północno-wschodnim do Niemna. Odcinek granicy od Ciechanowca do Niemna powstał w 1807 (traktat w Tylży), rozgraniczał wówczas Księstwo Warszawskie od Rosji. Natomiast granica biegnąca Niemnem do granicy z Prusami (Wschodnimi) powstała na mocy postanowień rozbiorowych w 1795 roku.